# Alpachiri
Pour les articles homonymes, voir Agustoni.
Alpachiri est une localité rurale argentine située dans le département de Guatraché et dans la province de La Pampa.

## Toponymie
Alpachiri signifie « terre froide ». Le nom Alpachiri est également utilisé par les estancias des provinces de Catamarca et Tucumán. Sa signification de « terre froide » vient du fait que Alpachiri vient du quechua. AIIpa est équivalent à « terre », « sol » ou « plancher », et chiri à « froid ». Le nom est dû aux plaintes des ouvriers de Santiago qui travaillaient à la construction de l'embranchement ferroviaire, car ils trouvaient le climat trop froid.

## Démographie
La localité compte 1 759 habitants (Indec, 2010), soit une diminution de 2,1 % par rapport au précédent recensement de 2001 qui comptait 1 797 habitants.

## Religion
| Diocèse  | Santa Rosa en Argentina |
| -------- | ----------------------- |
| Paroisse | San José                |